# Ocean strachu 2
Ocean strachu 2 (tytuł oryg. Open Water 2: Adrift) – niemiecki film fabularny z roku 2006, sequel Oceanu strachu (2003).
Film kręcono na Malcie. Nie powtórzył on sukcesu swojego pierwowzoru, lecz – podobnie jak on – zrealizowany został na kanwie wydarzeń autentycznych. Film, poza granicami Europy, minął się z premierą kinową; w Stanach Zjednoczonych został wydany z przeznaczeniem do użytku domowego.

## Obsada
W rolach głównych w większości wystąpili aktorzy amerykańscy.
Poszczególni odtwórcy ról w filmie to:
- Susan May Pratt jako Amy
- Eric Dane jako Dan
- Richard Speight, Jr. jako James
- Ali Hillis jako Lauren
- Niklaus Lange jako Zach
- Cameron Richardson jako Michelle
- Mattea Gabarretta i Luca Gabaretta jako Sarah

## Opis fabuły
Piątka znajomych z czasów szkolnych – Dan, Zach, Lauren, James i Amy – oraz Michelle, dziewczyna Dana, wypływa luksusowym jachtem daleko w głąb Oceanu, aby tam uczcić urodziny jednego z nich. Beztroski relaks upływa im na zabawie, spożywaniu alkoholu i kąpieli w promieniach słońca. W pewnym momencie ostatni pozostali na pokładzie – Dan i Amy – skaczą do wody (wbrew sprzeciwom Amy, cierpiącej na strach przed głębinami morskimi). Dopiero do dłuższej chwili orientują się, że nie wystawili za burtę drabinki, by z powrotem móc dostać się na statek. Na jachcie pozostaje jedynie Sarah, kilkumiesięczna córeczka jednej z par, niebędąca w stanie w żaden sposób im pomóc.
By powrócić na pokład statku, bohaterowie wypróbowują najróżniejsze taktyki – niestety, żadna z nich nie jest skuteczna. Skutki rzekomo niewinnego incydentu są przytłaczające: Michelle, wyziębiona, tonie; James, usiłując dostać się na jacht od jego spodu, gwałtownie uderza w niego głową i doznaje pęknięcia czaszki, na skutek czego później umiera; Zach traci życie, przypadkowo dźgnięty podczas szamotaniny, próbując dostać się na pokład za pomocą noża. Ostatecznie przy życiu pozostają jedynie Amy i ocalony przez nią Dan.